# Taisei Miyashiro
Taisei Miyashiro (宮代 大聖 Miyashiro Taisei?, Minato, Tokio, 26 de mayo de 2000) es un futbolista japonés que juega como delantero en el Vissel Kobe de la J1 League.

## Trayectoria
En 2019 se unió al Kawasaki Frontale de la J1 League. Después de eso, jugó en el Renofa Yamaguchi FC.

## Clubes
| Club                         | País  | Año       |
| ---------------------------- | ----- | --------- |
| Kawasaki Frontale            | Japón | 2018-2024 |
| Renofa Yamaguchi FC (cedido) | Japón | 2019      |
| Tokushima Vortis (cedido)    | Japón | 2021      |
| Sagan Tosu (cedido)          | Japón | 2022      |
| Vissel Kobe                  | Japón | 2024-     |

## Palmarés

### Títulos nacionales
| Título             | Club              | País  | Año  |
| ------------------ | ----------------- | ----- | ---- |
| J1 League          | Kawasaki Frontale | Japón | 2018 |
| J1 League          | Kawasaki Frontale | Japón | 2020 |
| Copa del Emperador | Kawasaki Frontale | Japón | 2020 |
| Copa del Emperador | Kawasaki Frontale | Japón | 2023 |
| Copa del Emperador | Vissel Kobe       | Japón | 2024 |
| J1 League          | Vissel Kobe       | Japón | 2024 |

### Títulos internacionales
| Título                                | Equipo             | Sede          | Año  |
| ------------------------------------- | ------------------ | ------------- | ---- |
| Campeonato de Fútbol de Asia Oriental | Selección de Japón | Corea del Sur | 2025 |